# 東北社会人サッカーリーグ
東北社会人サッカーリーグ（とうほくしゃかいじんサッカーリーグ）は、日本の東北地方の6県（青森県、岩手県、宮城県、秋田県、山形県、福島県）に所在する第1種登録チームのクラブチームが参加するサッカーリーグである。主催は東北サッカー協会および東北社会人サッカー連盟。1977年に第1回大会が行われた。

## リーグの位置付け
日本全国に9つある地域リーグのひとつ。日本サッカーのリーグ構成において東北社会人サッカーリーグの1部と2部はそれぞれ、J1リーグ、J2リーグ、J3リーグ、日本フットボールリーグ（JFL・4部相当）に次ぐ5部と6部に相当する。
1997年以降、1部リーグと2部リーグの2部制が導入されている。2部リーグは青森県、岩手県、秋田県からなる2部北リーグと、宮城県、山形県、福島県からなる2部南リーグに分かれている。2021年、2022年の2部は1回戦総当たり制となった。2022年の1部リーグはまず1回戦制の1次ラウンドを行い、その結果により上位・下位6チームずつに別れ2次ラウンドを行った。2023年より1部は本来の2回戦総当たり制に戻り、2部は前年の1部と同様の2次ラウンド制で行われる。2024年から2部も2回戦総当たり制に戻った。2部の参加チーム数は2023年、2024年の2シーズンで1チームずつ削減が行われ、2025年から8となる。

## 参加チーム（2025年）
|    | チーム名                      | 加盟協会 | 備考                                                                |
| -- | ----------------------------- | -------- | ------------------------------------------------------------------- |
| 1  | ブランデュー弘前FC            | 青森県   |                                                                     |
| 2  | 一目千本桜FC feat. S.U.F.T.   | 宮城県   | 仙台大学サッカー部の社会人登録チーム                                |
| 3  | コバルトーレ女川              | 宮城県   |                                                                     |
| 4  | みちのく仙台FC                | 宮城県   |                                                                     |
| 5  | FCガンジュ岩手                | 岩手県   |                                                                     |
| 6  | 七ヶ浜SC                      | 宮城県   |                                                                     |
| 7  | 富士クラブ2003                | 岩手県   | 富士大学サッカー部の社会人登録チーム                                |
| 8  | Sendai University Satellite A | 宮城県   | 仙台大学サッカー部の社会人登録チーム 「FC La U. de Sendai」から改称 |
| 9  | 七戸サッカークラブ            | 青森県   | 2部北・1位で昇格                                                    |
| 10 | 仙台SASUKE.FC                 | 宮城県   | 2部南・1位で昇格                                                    |

|   | チーム名           | 加盟協会 | 備考                       |
| - | ------------------ | -------- | -------------------------- |
| 1 | ボゴーレ.D.津軽FC  | 青森県   | 1部・9位で降格             |
| 2 | 日本製鉄釜石       | 岩手県   |                            |
| 3 | TDK親和会          | 秋田県   |                            |
| 4 | 奥州ユナイテッドFC | 岩手県   |                            |
| 5 | 猿田興業           | 秋田県   |                            |
| 6 | 大宮クラブ         | 岩手県   |                            |
| 7 | 秋田FCカンビアーレ | 秋田県   | 盛岡ゼブラの脱退により残留 |
| 8 | ヌ・ペーレ平泉前沢 | 岩手県   | 岩手県リーグ1位で昇格      |

|   | チーム名                      | 加盟協会 | 備考                                                                        |
| - | ----------------------------- | -------- | --------------------------------------------------------------------------- |
| 1 | Sendai University Satellite B | 宮城県   | 仙台大学サッカー部の社会人登録チーム 「FC LA U.de Sendai セグンダ」から改称 |
| 2 | メリー                        | 福島県   |                                                                             |
| 3 | リコーインダストリー東北      | 宮城県   |                                                                             |
| 4 | FCプリメーロ福島              | 福島県   |                                                                             |
| 5 | いわき古河FC                  | 福島県   |                                                                             |
| 6 | 大山クラブ                    | 山形県   |                                                                             |
| 7 | シャンオーレ郡山FC            | 福島県   | 参入戦勝利により残留                                                        |
| 8 | FCパラフレンチ米沢            | 山形県   | 山形県リーグ1位 参入戦勝利により昇格                                        |

## 歴代成績

### 2部分割以前（〜1996年）
| 回 | 年度 | 優勝         | 2位        | 3位              | 4位              | 5位              | 6位        | 7位              | 8位              |
| -- | ---- | ------------ | ---------- | ---------------- | ---------------- | ---------------- | ---------- | ---------------- | ---------------- |
| 1  | 1977 | 新日鐵釜石   | 盛岡ゼブラ | 十和田キッカーズ | 東北石油         | 呉羽化学         |            |                  |                  |
| 2  | 1978 | 新日鐵釜石   | 呉羽化学   | 盛岡ゼブラ       | 十和田キッカーズ | 東北石油         |            |                  |                  |
| 3  | 1979 | 新日鐵釜石   | 盛岡ゼブラ | 呉羽化学         | 秋田トヨタ       | 松島クラブ       | 日東紡福島 | 十和田キッカーズ | 東北石油         |
| 4  | 1980 | 盛岡ゼブラ   | 松島クラブ | 新日鐵釜石       | 呉羽化学         | 十和田キッカーズ | 秋田トヨタ | 日東紡福島       |                  |
| 5  | 1981 | 新日鐵釜石   | 盛岡ゼブラ | 松島クラブ       | 秋田トヨタ       | 呉羽化学         | 秋商クラブ | 日東紡福島       | 十和田キッカーズ |
| 6  | 1982 | TDK          | 松島クラブ | 盛岡ゼブラ       | 新日鐵釜石       | 日東紡福島       | 呉羽化学   | 秋商クラブ       | 秋田トヨタ       |
| 7  | 1983 | TDK          | 盛岡ゼブラ | 松島クラブ       | 新日鐵釜石       | 日東紡福島       | 秋田トヨタ | 秋商クラブ       | 呉羽化学         |
| 8  | 1984 | TDK          | 秋田市役所 | 盛岡ゼブラ       | 松島クラブ       | 日東紡福島       | 秋商クラブ | 秋田トヨタ       | 呉羽化学         |
| 9  | 1985 | 秋田市役所   | 松島クラブ | 盛岡ゼブラ       | 石巻市役所       | 呉羽化学         | 秋商クラブ | 日東紡福島       |                  |
| 10 | 1986 | 松島クラブ   | 盛岡ゼブラ | 秋田市役所       | 石巻市役所       | 日東紡福島       | 秋商クラブ | 呉羽化学         |                  |
| 11 | 1987 | 松島クラブ   | 秋田市役所 | TDK              | 盛岡ゼブラ       | 呉羽化学         | 秋商クラブ | 日東紡福島       | 石巻市役所       |
| 12 | 1988 | TDK          | 松島クラブ | 秋田市役所       | 盛岡ゼブラ       | 石巻市役所       | 呉羽化学   | 日東紡福島       | 秋商クラブ       |
| 13 | 1989 | TDK          | 秋田市役所 | 松島クラブ       | 盛岡ゼブラ       | 日東紡福島       | 中田クラブ | 石巻市役所       | 呉羽化学         |
| 14 | 1990 | 山形日本電気 | TDK        | 秋田市役所       | 松島クラブ       | 盛岡ゼブラ       | 中田クラブ | 石巻市役所       | 日東紡福島       |
| 15 | 1991 | 山形日本電気 | 東北電力   | TDK              | 秋田市役所       | 松島クラブ       | 中田クラブ | 盛岡ゼブラ       | 石巻市役所       |
| 16 | 1992 | NEC山形      | 東北電力   | 松島クラブ       | 福島FC           | TDK              | 秋田市役所 | 盛岡ゼブラ       | 中田クラブ       |
| 17 | 1993 | NEC山形      | 東北電力   | 松島クラブ       | 福島FC           | TDK              | 秋田市役所 | 盛岡ゼブラ       | 中田クラブ       |
| 18 | 1994 | 東北電力     | 福島FC     | 松島クラブ       | 秋田市役所       | TDK              | 中田クラブ | 盛岡ゼブラ       | トーキン         |
| 19 | 1995 | ソニー仙台   | 盛岡ゼブラ | 秋田市役所       | 松島クラブ       | TDK              | 山形FC     | トーキン         | 中田クラブ       |
| 20 | 1996 | ソニー仙台   | 秋田市役所 | 松島クラブ       | トーキン         | TDK秋田          | 山形FC     | 盛岡ゼブラ       | 鶴岡TDK          |

### 1部リーグ（1997年〜）
| 回 | 年度 | 優勝 | 2位 | 3位 | 4位 | 5位 | 6位 | 7位 | 8位 | 9位 | 10位 | 11位 | 12位 |
| -- | ---- | --- | --- | --- | --- | --- | --- | --- | --- | --- | --- | --- | --- |
| 21 | 1997 | ソニー仙台 | 盛岡ゼブラ | TDK秋田 | 山形FC | 松島クラブ | トーキン | 秋田市役所 | 鶴岡TDK | | | | |
| 22 | 1998 | トーキン | 盛岡ゼブラ | TDK秋田 | 山形FC | 松島クラブ | アステール青森                                                                                                | 秋田市役所 | 鶴岡TDK | | | | |
| 23 | 1999 | トーキン | TDK秋田 | アステール青森                                                                                                | 盛岡ゼブラ | 山形FC | FCプリメーロ                                                                                                  | 秋田市役所 | 松島クラブ | | | | |
| 24 | 2000 | TDK秋田 | トーキン | アステール青森                                                                                                | FCプリメーロ                                                                                                  | 山形FC | 新日鐵釜石 | 盛岡ゼブラ | 秋田市役所 | | | | |
| 25 | 2001 | FCプリメーロ                                                                                                  | TDK秋田 | アステール青森                                                                                                | トーキン | 盛岡ゼブラ | 新日鐵釜石 | 松島クラブ | 山形FC | | | | |
| 26 | 2002 | TDK秋田 | NECトーキン                                                                                                   | アステール青森                                                                                                | FCプリメーロ                                                                                                  | 盛岡ゼブラ | 新日鐵釜石 | 秋田市役所 | 松島クラブ | | | | |
| 27 | 2003 | TDK秋田 | FCプリメーロ                                                                                                  | 佐川急便東北                                                                                                  | NECトーキン                                                                                                   | 秋田市役所 | 盛岡ゼブラ | 新日鐵釜石 | アステール青森                                                                                                | | | | |
| 28 | 2004 | TDK秋田 | ヴィーゼ塩竃                                                                                                  | NECトーキン                                                                                                   | 秋田市役所 | 新日鐵釜石 | FCプリメーロ                                                                                                  | 盛岡ゼブラ | 足利工務店河辺FC                                                                                              | | | | |
| 29 | 2005 | TDK秋田 グルージャ盛岡                                                                                        | TDK秋田 グルージャ盛岡                                                                                        | FCプリメーロ                                                                                                  | ヴィーゼ塩竃                                                                                                  | NECトーキン                                                                                                   | 新日鐵釜石 | 盛岡ゼブラ | | | | | |
| 30 | 2006 | TDK秋田 | グルージャ盛岡                                                                                                | NECトーキン                                                                                                   | FCプリメーロ                                                                                                  | 仙台中田クラブ                                                                                                | ヴィーゼ塩竃                                                                                                  | 盛岡ゼブラ | 新日鐵釜石 | | | | |
| 31 | 2007 | グルージャ盛岡                                                                                                | NECトーキン                                                                                                   | FCプリメーロ                                                                                                  | 塩竃FCヴィーゼ                                                                                                | 仙台中田クラブ                                                                                                | 古河電池 | 盛岡ゼブラ | 新日鐵釜石 | | | | |
| 32 | 2008 | グルージャ盛岡                                                                                                | NECトーキン                                                                                                   | FCプリメーロ                                                                                                  | FC秋田カンビアーレ                                                                                            | 塩竃FCヴィーゼ                                                                                                | 仙台中田クラブ                                                                                                | ビアンコーネ福島                                                                                              | 古河電池 | | | | |
| 33 | 2009 | グルージャ盛岡                                                                                                | 福島ユナイテッドFC                                                                                            | NEC TOKIN FC                                                                                                  | FCプリメーロ                                                                                                  | FC秋田カンビアーレ                                                                                            | 盛岡ゼブラ | 塩竃FCヴィーゼ                                                                                                | 仙台中田クラブ                                                                                                | | | | |
| 34 | 2010 | グルージャ盛岡                                                                                                | 福島ユナイテッドFC                                                                                            | NEC TOKIN FC                                                                                                  | 盛岡ゼブラ | 秋田FCカンビアーレ                                                                                            | FCプリメーロ                                                                                                  | 塩竃FCヴィーゼ                                                                                                | コバルトーレ女川                                                                                              | | | | |
| 35 | 2011 | 福島ユナイテッドFC                                                                                            | グルージャ盛岡                                                                                                | NEC TOKIN FC                                                                                                  | 秋田FCカンビアーレ                                                                                            | 盛岡ゼブラ | 富士クラブ2003                                                                                                | 塩竃FCヴィーゼ                                                                                                | | | | | |
| 36 | 2012 | 福島ユナイテッドFC                                                                                            | グルージャ盛岡                                                                                                | 塩釜NTFCヴィーゼ                                                                                              | 秋田FCカンビアーレ                                                                                            | FCプリメーロ                                                                                                  | 富士クラブ2003                                                                                                | 盛岡ゼブラ | | | | | |
| 37 | 2013 | グルージャ盛岡                                                                                                | ヴァンラーレ八戸                                                                                              | FCガンジュ岩手                                                                                                | コバルトーレ女川                                                                                              | 富士クラブ2003                                                                                                | FCプリメーロ                                                                                                  | 盛岡ゼブラ | 塩釜NTFCヴィーゼ                                                                                              | バンディッツいわき                                                                                            | 秋田FCカンビアーレ                                                                                            | | |
| 38 | 2014 | FCガンジュ岩手                                                                                                | コバルトーレ女川                                                                                              | ラインメール青森                                                                                              | 富士クラブ2003                                                                                                | FCプリメーロ                                                                                                  | バンディッツいわき                                                                                            | 秋田FCカンビアーレ                                                                                            | 盛岡ゼブラ | メリー | 塩釜NTFCヴィーゼ                                                                                              | | |
| 39 | 2015 | FCガンジュ岩手                                                                                                | ラインメール青森                                                                                              | コバルトーレ女川                                                                                              | 富士クラブ2003                                                                                                | FCプリメーロ                                                                                                  | 盛岡ゼブラ | バンディッツいわき                                                                                            | ブランデュー弘前FC                                                                                            | いわき古河FC                                                                                                  | 秋田FCカンビアーレ                                                                                            | | |
| 40 | 2016 | コバルトーレ女川                                                                                              | ブランデュー弘前FC                                                                                            | FCガンジュ岩手                                                                                                | FCプリメーロ                                                                                                  | 盛岡ゼブラ | バンディッツいわき                                                                                            | 富士クラブ2003                                                                                                | 仙台SASUKE.FC                                                                                                 | 猿田興業 | いわき古河FC                                                                                                  | | |
| 41 | 2017 | コバルトーレ女川                                                                                              | 富士クラブ2003                                                                                                | ブランデュー弘前FC                                                                                            | 新日鐵住金釜石                                                                                                | 盛岡ゼブラ | FCプリメーロ                                                                                                  | バンディッツいわき                                                                                            | FCガンジュ岩手                                                                                                | メリー | 仙台SASUKE.FC                                                                                                 | | |
| 42 | 2018 | ブランデュー弘前FC                                                                                            | FCガンジュ岩手                                                                                                | 盛岡ゼブラ | 富士クラブ2003                                                                                                | 新日鐵住金釜石                                                                                                | FCプリメーロ                                                                                                  | 秋田FCカンビアーレ                                                                                            | メリー | バンディッツいわき                                                                                            | いわき古河FC                                                                                                  | | |
| 43 | 2019 | いわきFC | ブランデュー弘前FC                                                                                            | コバルトーレ女川                                                                                              | 富士クラブ2003                                                                                                | 盛岡ゼブラ | FCガンジュ岩手                                                                                                | 日本製鉄釜石                                                                                                  | FCプリメーロ                                                                                                  | 猿田興業 | 秋田FCカンビアーレ                                                                                            | | |
| 44 | 2020 | ブランデュー弘前FC                                                                                            | FC SENDAI UNIV.                                                                                               | コバルトーレ女川                                                                                              | FCガンジュ岩手                                                                                                | 日本製鉄釜石                                                                                                  | FCプリメーロ                                                                                                  | 盛岡ゼブラ | 富士クラブ2003                                                                                                | 大宮クラブ | 猿田興業 | | |
| 45 | 2021 | 新型コロナウイルスの影響によりリーグ戦中止（地域CL2021東北代表には中止決定時点で1位のコバルトーレ女川を選出） | 新型コロナウイルスの影響によりリーグ戦中止（地域CL2021東北代表には中止決定時点で1位のコバルトーレ女川を選出） | 新型コロナウイルスの影響によりリーグ戦中止（地域CL2021東北代表には中止決定時点で1位のコバルトーレ女川を選出） | 新型コロナウイルスの影響によりリーグ戦中止（地域CL2021東北代表には中止決定時点で1位のコバルトーレ女川を選出） | 新型コロナウイルスの影響によりリーグ戦中止（地域CL2021東北代表には中止決定時点で1位のコバルトーレ女川を選出） | 新型コロナウイルスの影響によりリーグ戦中止（地域CL2021東北代表には中止決定時点で1位のコバルトーレ女川を選出） | 新型コロナウイルスの影響によりリーグ戦中止（地域CL2021東北代表には中止決定時点で1位のコバルトーレ女川を選出） | 新型コロナウイルスの影響によりリーグ戦中止（地域CL2021東北代表には中止決定時点で1位のコバルトーレ女川を選出） | 新型コロナウイルスの影響によりリーグ戦中止（地域CL2021東北代表には中止決定時点で1位のコバルトーレ女川を選出） | 新型コロナウイルスの影響によりリーグ戦中止（地域CL2021東北代表には中止決定時点で1位のコバルトーレ女川を選出） | 新型コロナウイルスの影響によりリーグ戦中止（地域CL2021東北代表には中止決定時点で1位のコバルトーレ女川を選出） | 新型コロナウイルスの影響によりリーグ戦中止（地域CL2021東北代表には中止決定時点で1位のコバルトーレ女川を選出） |
| 46 | 2022 | コバルトーレ女川                                                                                              | ブランデュー弘前FC                                                                                            | FC SENDAI UNIV.                                                                                               | 七ヶ浜SC | 盛岡ゼブラ | 富士クラブ2003                                                                                                | FCガンジュ岩手                                                                                                | 日本製鉄釜石                                                                                                  | ボゴーレ.D.津軽FC                                                                                             | FCプリメーロ                                                                                                  | 大宮クラブ | 猿田興業 |
| 47 | 2023 | ブランデュー弘前FC                                                                                            | コバルトーレ女川                                                                                              | 一目千本桜FC feat. S.U.F.T.                                                                                   | FC La U. de Sendai                                                                                            | 富士クラブ2003                                                                                                | 七ヶ浜SC | FCガンジュ岩手                                                                                                | 盛岡ゼブラ | 日本製鉄釜石                                                                                                  | 奥州ユナイテッドFC                                                                                            | | |
| 48 | 2024 | ブランデュー弘前FC                                                                                            | 一目千本桜FC feat. S.U.F.T.                                                                                   | コバルトーレ女川                                                                                              | みちのく仙台FC                                                                                                | FCガンジュ岩手                                                                                                | 七ヶ浜SC | 富士クラブ2003                                                                                                | FC La U. de Sendai                                                                                            | ボゴーレ.D.津軽FC                                                                                             | 盛岡ゼブラ | | |

### 2部北リーグ（1997年〜）
| 回 | 年度 | 優勝                                       | 2位                                        | 3位                                        | 4位                                        | 5位                                        | 6位                                        | 7位                                        | 8位                                        | 9位                                        | 10位                                       |
| -- | ---- | ------------------------------------------ | ------------------------------------------ | ------------------------------------------ | ------------------------------------------ | ------------------------------------------ | ------------------------------------------ | ------------------------------------------ | ------------------------------------------ | ------------------------------------------ | ------------------------------------------ |
| 21 | 1997 | アステール青森                             | 新日鐵釜石                                 | 大宮クラブ                                 | 西目FCパナー                               | 秋商クラブ                                 | 十和田キッカーズ                           |                                            |                                            |                                            |                                            |
| 22 | 1998 | 新日鐵釜石                                 | 大宮クラブ                                 | 光星FC                                     | 西目FCパナー                               | 秋商クラブ                                 | 十和田キッカーズ                           |                                            |                                            |                                            |                                            |
| 23 | 1999 | 新日鐵釜石                                 | 光星FC                                     | 大宮クラブ                                 | 秋商クラブ                                 | 西目FCパナー                               | 十和田キッカーズ                           |                                            |                                            |                                            |                                            |
| 24 | 2000 | 北都銀行                                   | 遠野クラブ                                 | 大宮クラブ                                 | 秋商クラブ                                 | 十和田キッカーズ                           | 八戸KOSEI FC                               |                                            |                                            |                                            |                                            |
| 25 | 2001 | 秋田市役所                                 | 北都銀行                                   | 遠野クラブ                                 | 大宮クラブ                                 | 八戸KOSEI FC                               | 十和田キッカーズ                           |                                            |                                            |                                            |                                            |
| 26 | 2002 | 北都銀行                                   | 足利工務店河辺FC                           | 遠野クラブ                                 | 八戸KOSEI FC                               | 大宮クラブ                                 | 陸上自衛隊八戸                             |                                            |                                            |                                            |                                            |
| 27 | 2003 | 足利工務店河辺FC                           | 遠野クラブ                                 | 北都銀行                                   | ヴィラノーバ盛岡                           | 陸上自衛隊八戸                             | ラインメール青森                           |                                            |                                            |                                            |                                            |
| 28 | 2004 | グルージャ盛岡                             | 北都銀行                                   | 遠野クラブ                                 | アステール青森                             | 山王クラブ                                 | 陸上自衛隊八戸                             |                                            |                                            |                                            |                                            |
| 29 | 2005 | 遠野クラブ                                 | FC秋田カンビアーレ                         | 水沢クラブ                                 | アステール青森                             | 北都銀行                                   | 山王クラブ                                 |                                            |                                            |                                            |                                            |
| 30 | 2006 | FC秋田カンビアーレ                         | 水沢クラブ                                 | 遠野クラブ                                 | ヴァンラーレ八戸FC                         | 富士クラブ2003                             | 北都銀行                                   | アステール青森                             | TDK親和会                                  |                                            |                                            |
| 31 | 2007 | FC秋田カンビアーレ                         | 水沢クラブ                                 | 遠野クラブ                                 | 富士クラブ2003                             | 猿田興業                                   | ヴァンラーレ八戸FC                         | 大宮クラブ                                 | 北都銀行                                   |                                            |                                            |
| 32 | 2008 | 盛岡ゼブラ                                 | 水沢クラブ                                 | 新日鐵釜石                                 | ヴァンラーレ八戸FC                         | 富士クラブ2003                             | 遠野クラブ                                 | FC紫波                                     | 猿田興業                                   |                                            |                                            |
| 33 | 2009 | 富士クラブ2003                             | 新日鐵釜石                                 | ヴァンラーレ八戸FC                         | 水沢クラブ                                 | グルージャ盛岡・ イストリア                | 遠野クラブ                                 | ラインメール青森                           | FC紫波                                     |                                            |                                            |
| 34 | 2010 | 富士クラブ2003                             | ヴァンラーレ八戸FC                         | 大宮クラブ                                 | 遠野クラブ                                 | 水沢クラブ                                 | 新日鐵釜石                                 | ラインメール青森                           | FC紫波                                     |                                            |                                            |
| 36 | 2012 | FCガンジュ岩手                             | ヴァンラーレ八戸FC                         | ラインメール青森                           | 水沢クラブ                                 | 大宮クラブ                                 | TDK親和会                                  | 新日鐵釜石                                 | 遠野クラブ                                 |                                            |                                            |
| 37 | 2013 | ラインメール青森                           | ブランデュー弘前                           | 大宮クラブ                                 | TDK親和会                                  | 新日鐵住金釜石                             | FC Fuji08                                  | 水沢クラブ                                 | 秋田大学医学部                             | 花巻クラブ                                 | 遠野クラブ                                 |
| 38 | 2014 | ブランデュー弘前                           | 猿田興業                                   | TDK親和会                                  | 秋田大学医学部                             | 水沢クラブ                                 | FC Fuji08                                  | 新日鐵住金釜石                             | 大宮クラブ                                 | おいらせFC                                 | 岩手クラブ                                 |
| 39 | 2015 | 猿田興業                                   | FC Fuji08                                  | 新日鐵住金釜石                             | TDK親和会                                  | 秋田大学医学部                             | 大宮クラブ                                 | 水沢クラブ                                 | 花巻クラブ                                 | 七戸SC                                     | 北都銀行                                   |
| 40 | 2016 | 新日鐵住金釜石                             | 秋田FCカンビアーレ                         | 秋田大学医学部                             | 八学大FC2014                               | 大宮クラブ                                 | TDK親和会                                  | 水沢クラブ                                 | ヌ・ペーレ平泉前沢                         | 花巻クラブ                                 | 七戸SC                                     |
| 41 | 2017 | 秋田FCカンビアーレ                         | 猿田興業                                   | 大宮クラブ                                 | 秋田大学医学部                             | TDK親和会                                  | 水沢クラブ                                 | 八学大FC2014                               | おいらせFC                                 | 北都銀行                                   | 遠野クラブ                                 |
| 42 | 2018 | 猿田興業                                   | 大宮クラブ                                 | 秋田大学医学部                             | 北都銀行                                   | 水沢クラブ                                 | TDK親和会                                  | ヌ・ペーレ平泉前沢                         | 五戸SC                                     | おいらせFC                                 | 遠野クラブ                                 |
| 43 | 2019 | 大宮クラブ                                 | TDK親和会                                  | 水沢クラブ                                 | 海上自衛隊八戸                             | ヌ・ペーレ平泉前沢                         | 北都銀行                                   | 秋田大学医学部                             | ノースアジア大学FC                         | 五戸SC                                     | 岩手クラブ                                 |
| 44 | 2020 | 筒木坂FC                                   | 秋田FCカンビアーレ                         | 水沢クラブ                                 | ヌ・ペーレ平泉前沢                         | 五戸SC                                     |                                            |                                            |                                            |                                            |                                            |
| 45 | 2021 | 新型コロナウイルスの影響によりリーグ戦中止 | 新型コロナウイルスの影響によりリーグ戦中止 | 新型コロナウイルスの影響によりリーグ戦中止 | 新型コロナウイルスの影響によりリーグ戦中止 | 新型コロナウイルスの影響によりリーグ戦中止 | 新型コロナウイルスの影響によりリーグ戦中止 | 新型コロナウイルスの影響によりリーグ戦中止 | 新型コロナウイルスの影響によりリーグ戦中止 | 新型コロナウイルスの影響によりリーグ戦中止 | 新型コロナウイルスの影響によりリーグ戦中止 |
| 46 | 2022 | 奥州ユナイテッドFC                         | 秋田FCカンビアーレ                         | TDK親和会                                  | 葛巻クラブ                                 | ラスィーボ青森                             | 北都銀行                                   | ヌ・ペーレ平泉前沢                         | 遠野クラブ                                 | 五戸SC                                     |                                            |
| 47 | 2023 | ボゴーレ.D.津軽FC                          | 七戸SC                                     | TDK親和会                                  | 秋田FCカンビアーレ                         | 大宮クラブ                                 | 猿田興業                                   | 葛巻クラブ                                 | ラスィーボ青森                             | 北都銀行                                   | ヌ・ペーレ平泉前沢                         |
| 48 | 2024 | 七戸SC                                     | 日本製鉄釜石                               | TDK親和会                                  | 奥州ユナイテッドFC                         | 猿田興業                                   | 大宮クラブ                                 | 秋田FCカンビアーレ                         | 遠野クラブ                                 | 葛巻クラブ                                 |                                            |

### 2部南リーグ（1997年〜）
| 回 | 年度 | 優勝                                       | 2位                                        | 3位                                        | 4位                                        | 5位                                        | 6位                                        | 7位                                        | 8位                                        | 9位                                        | 10位                                       | 11位                                       | 12位                                       | 13位                                       |
| -- | ---- | ------------------------------------------ | ------------------------------------------ | ------------------------------------------ | ------------------------------------------ | ------------------------------------------ | ------------------------------------------ | ------------------------------------------ | ------------------------------------------ | ------------------------------------------ | ------------------------------------------ | ------------------------------------------ | ------------------------------------------ | ------------------------------------------ |
| 21 | 1997 | 古河電池                                   | 七ヶ浜SC                                   | 仙台中田クラブ                             | 松下オーディオ福島                         | NEC米沢                                    | 金井FC                                     |                                            |                                            |                                            |                                            |                                            |                                            |                                            |
| 22 | 1998 | FCプリメーロ                               | 古河電池                                   | 電力ノスタルジアFC                         | NEC米沢                                    | 金井FC                                     | 七ヶ浜SC                                   |                                            |                                            |                                            |                                            |                                            |                                            |                                            |
| 23 | 1999 | 七ヶ浜SC                                   | 古河電池                                   | 松下電器福島                               | 鶴岡TDK                                    | 電力ノスタルジアFC                         | NEC米沢                                    |                                            |                                            |                                            |                                            |                                            |                                            |                                            |
| 24 | 2000 | 松島クラブ                                 | 七ヶ浜SC                                   | キルシェ鶴岡                               | 古河電池                                   | NEC米沢                                    | 松下電器福島                               |                                            |                                            |                                            |                                            |                                            |                                            |                                            |
| 25 | 2001 | 古河電池                                   | 仙台中田クラブ                             | 櫛引クラブ                                 | 七ヶ浜SC                                   | NEC米沢                                    | 松下電器福島                               |                                            |                                            |                                            |                                            |                                            |                                            |                                            |
| 26 | 2002 | 佐川急便東北                               | 仙台中田クラブ                             | 古河電池                                   | 山形FC                                     | 櫛引クラブ                                 | 松下電器福島                               |                                            |                                            |                                            |                                            |                                            |                                            |                                            |
| 27 | 2003 | 仙台中田クラブ                             | 古河電池                                   | ノーザンピークス 郡山                      | 松島クラブ                                 | 山形FC                                     | 櫛引クラブ                                 |                                            |                                            |                                            |                                            |                                            |                                            |                                            |
| 28 | 2004 | ノーザンピークス 郡山                      | 古河電池                                   | 仙台中田クラブ                             | マリソル松島                               | 呉羽化学                                   | 山形FC                                     |                                            |                                            |                                            |                                            |                                            |                                            |                                            |
| 29 | 2005 | 仙台中田クラブ                             | 古河電池                                   | ノーザンピークス 郡山                      | マリソル松島                               | 呉羽化学                                   | 山形FC                                     |                                            |                                            |                                            |                                            |                                            |                                            |                                            |
| 30 | 2006 | 古河電池                                   | マリソル松島                               | ノーザンピークス 郡山                      | 金井FC                                     | 七ヶ浜SC                                   | FCペラーダ福島                             | クレハ                                     |                                            |                                            |                                            |                                            |                                            |                                            |
| 31 | 2007 | ビアンコーネ福島                           | FCペラーダ福島                             | 相馬SC                                     | マリソル松島                               | 中新田SC                                   | 七ヶ浜SC                                   | 金井FC                                     | クレハ                                     |                                            |                                            |                                            |                                            |                                            |
| 32 | 2008 | 福島ユナイテッドFC                         | コバルトーレ女川                           | 相馬SC                                     | バンディッツいわき                         | 中新田SC                                   | マリソル松島                               | 七ヶ浜SC                                   | クレハ                                     |                                            |                                            |                                            |                                            |                                            |
| 33 | 2009 | コバルトーレ女川                           | バンディッツいわき                         | ビアンコーネ福島                           | いわき古河FC                               | メリー                                     | マリソル松島                               | 相馬SC                                     | 中新田SC                                   |                                            |                                            |                                            |                                            |                                            |
| 34 | 2010 | FCシャイネン福島                           | 仙台中田クラブ                             | バンディッツいわき                         | メリー                                     | いわき古河FC                               | マリソル松島                               | ビアンコーネ福島                           | 相馬SC                                     |                                            |                                            |                                            |                                            |                                            |
| 36 | 2012 | バンディッツいわき                         | コバルトーレ女川                           | マリソル松島                               | FCシャイネン福島                           | いわき古河FC                               | 仙台中田クラブ                             | メリー                                     | FCパラフレンチ米沢                         |                                            |                                            |                                            |                                            |                                            |
| 37 | 2013 | メリー                                     | 仙台中田クラブ                             | 仙台SASUKE.FC                              | いわき古河FC                               | FCパラフレンチ米沢                         | 相馬SC                                     | FCシャイネン福島                           | マリソル松島                               | 中新田SC                                   | 酒田琢友クラブ                             |                                            |                                            |                                            |
| 38 | 2014 | いわき古河FC                               | FCシャイネン福島                           | 仙台中田クラブ                             | 仙台SASUKE.FC                              | マリソル松島                               | FCパラフレンチ米沢                         | 相馬SC                                     | 東六クラブ ノスタルジア                    | クレハ                                     | 戸沢FC                                     |                                            |                                            |                                            |
| 39 | 2015 | 仙台SASUKE.FC                              | マリソル松島                               | FCパラフレンチ米沢                         | メリー                                     | DUOPARK.FC                                 | FCシャイネン福島                           | 仙台中田クラブ                             | 相馬SC                                     | 酒田琢友クラブ                             | 安積Scorpion                               |                                            |                                            |                                            |
| 40 | 2016 | メリー                                     | 相馬SC                                     | 中新田SC                                   | クレハ                                     | FCパラフレンチ米沢                         | DUOPARK.FC                                 | 仙台中田クラブ                             | FCシャイネン福島                           | マリソル松島                               | 戸沢FC                                     |                                            |                                            |                                            |
| 41 | 2017 | いわき古河FC                               | 相馬SC                                     | FCパラフレンチ米沢                         | 会津オリンパス                             | 中新田SC                                   | 仙台中田クラブ                             | リコーインダストリー東北                   | FCシャイネン福島                           | クレハ                                     | 三川SC                                     |                                            |                                            |                                            |
| 42 | 2018 | いわきFC                                   | FC SENDAI UNIV.                            | 仙台SASUKE.FC                              | リコーインダストリー東北                   | 大山クラブ                                 | FCパラフレンチ米沢                         | 会津オリンパス                             | 仙台中田クラブ                             | 相馬SC                                     | 中新田SC                                   |                                            |                                            |                                            |
| 43 | 2019 | FC SENDAI UNIV.                            | 七ヶ浜SC                                   | リコーインダストリー東北                   | 仙台SASUKE.FC                              | 大山クラブ                                 | メリー                                     | バンディッツいわき                         | 三川SC                                     | いわき古河FC                               | FFC松下                                    |                                            |                                            |                                            |
| 44 | 2020 | 七ヶ浜SC                                   | リコーインダストリー東北                   | 大山クラブ                                 | 仙台SASUKE.FC                              | FC La U. de Sendai                         | メリー                                     | FCパラフレンチ米沢                         | 相馬SC                                     | 三川SC                                     | バンディッツいわき                         |                                            |                                            |                                            |
| 45 | 2021 | 新型コロナウイルスの影響によりリーグ戦中止 | 新型コロナウイルスの影響によりリーグ戦中止 | 新型コロナウイルスの影響によりリーグ戦中止 | 新型コロナウイルスの影響によりリーグ戦中止 | 新型コロナウイルスの影響によりリーグ戦中止 | 新型コロナウイルスの影響によりリーグ戦中止 | 新型コロナウイルスの影響によりリーグ戦中止 | 新型コロナウイルスの影響によりリーグ戦中止 | 新型コロナウイルスの影響によりリーグ戦中止 | 新型コロナウイルスの影響によりリーグ戦中止 | 新型コロナウイルスの影響によりリーグ戦中止 | 新型コロナウイルスの影響によりリーグ戦中止 | 新型コロナウイルスの影響によりリーグ戦中止 |
| 46 | 2022 | FC La U. de Sendai                         | ARDORE桑原                                 | メリー                                     | いわき古河FC                               | 仙台SASUKE.FC                              | 大山クラブ                                 | リコーインダストリー東北                   | 長井クラブ                                 | FCパラフレンチ米沢                         | 相馬SC                                     | 三川SC                                     | FFC松下                                    | 仙台中田クラブ                             |
| 47 | 2023 | FC La U. de Sendai セグンダ                | みちのく仙台FC                             | いわき古河FC                               | 大山クラブ                                 | FCプリメーロ                               | 仙台SASUKE.FC                              | メリー                                     | リコーインダストリー東北                   | 長井クラブ                                 | FCパラフレンチ米沢                         |                                            |                                            |                                            |
| 48 | 2024 | 仙台SASUKE.FC                              | FC La U. de Sendai セグンダ                | メリー                                     | リコーインダストリー東北                   | FCプリメーロ福島                           | いわき古河FC                               | 大山クラブ                                 | シャンオーレ郡山FC                         | 中新田SC                                   |                                            |                                            |                                            |                                            |

### 2部南北統一リーグ（2011年）
2011年シーズンは、東北地方太平洋沖地震の影響でコバルトーレ女川・FCシャイネン福島・バンディッツいわき・いわき古河FC・メリーの5チームが参加を辞退したため、南北に別れずに統合して行われ、残る11チームによる1回総当たりとなった。
また、当初は2部の南北それぞれのブロックの優勝チームが自動的に1部の下位2チームと入れ替わる方式が予定されていた。しかし上記の理由で、2012年度については2部から1部への自動昇格は認められなかった。
| 回 | 年度 | 優勝             | 2位            | 3位       | 4位            | 5位              | 6位        | 7位          | 8位        | 9位                | 10位       | 11位       |
| -- | ---- | ---------------- | -------------- | --------- | -------------- | ---------------- | ---------- | ------------ | ---------- | ------------------ | ---------- | ---------- |
| 35 | 2011 | ヴァンラーレ八戸 | FCガンジュ岩手 | TDK親和会 | 仙台中田クラブ | ラインメール青森 | 水沢クラブ | マリソル松島 | 大宮クラブ | FCパラフレンチ米沢 | 新日鐵釜石 | 遠野クラブ |

## 日本フットボールリーグ昇格へ向けて
1部の優勝チームは全国地域サッカーチャンピオンズリーグ（2015年までは全国地域サッカーリーグ決勝大会）に出場し、各地域リーグ優勝チームおよび全国社会人サッカー選手権大会上位チームと対戦。原則、上位2チームが全国リーグである日本フットボールリーグ（JFL）へ自動昇格となるが、JFLにて降昇格や退会などの理由によりチーム数に変動があった場合、昇格枠は変更される。
なお、1976年以前は、当時の全国リーグであった日本サッカーリーグへの昇格は全国社会人サッカー選手権大会の成績により決定していた。1977年以降、全国リーグへの昇格権利は同年に新設された前述の全国地域サッカーリーグ決勝大会に移行されたが、2006年以降は全国社会人サッカー選手権大会の上位チーム（2012年以降は3チーム）にも全国地域サッカーリーグ決勝大会への出場権が付与されたため、東北リーグを含む地域リーグの1部優勝チームのみならず、リーグ下位チームや下部カテゴリである都道府県リーグのチームにもJFL昇格への門戸が広がった。ただし2018年より、全国社会人サッカー選手権大会の上位チームが全国地域サッカーチャンピオンズリーグへの出場権を得るには、所属する地域リーグの最上位カテゴリ（当リーグのように2部制を取っている地域は1部が該当する）の当年度リーグ戦3位以内の成績を修めていることという条件が加わったため、リーグ下位チームや都道府県リーグからJFLへの飛び級昇格は不可能となっている。
また、各地域リーグ優勝チームと全社上位枠で出場チーム数が定数に達しなかった場合、輪番制（2018年は北海道・中国・北信越・東北・四国の順）により当該地域の2位チームが出場できる。

## 昇格および降格について

### 2023年以降
- 1部9位・10位チームは2部の南北各リーグ（青森・岩手・秋田は北リーグ、宮城・山形・福島は南リーグ）に自動降格。
- 2部の南北各リーグ優勝チームは1部に自動昇格。
- 各県リーグ1部優勝チームと、降格順位最上位チームの4チームによる2部昇格参入戦を行い、南北それぞれ2チームが来年度の2部に参入する[10]。各県リーグ優勝チームが参入戦出場を辞退した場合、出場権は2位以下に繰り下げ。出場辞退等により県リーグからの参入戦出場が2チーム以下の場合、降格順位最上位のチームが残留となる。
  - 2023年は翌年からのチーム数削減により、参入戦出場対象チームは2部北7位の葛巻クラブ（県リーグ上位チームの出場辞退により残留）、2部南9位の長井クラブ（福島県リーグ優勝のシャンオーレ郡山FCに敗れ山形県リーグに降格）となった。

なお、県リーグとの入れ替えに関する情報は東北サッカー協会およびリーグ公式サイト上では一切公表されないため、当該クラブおよび各県サッカー協会による発信やメディア報道がない限り、公式サイト更新時まで判明しない。

### 2021年および2022年
新型コロナウイルスの影響により、2021年および2022年は昇降格のレギュレーションが大きく変更された。
- 2021年はリーグ戦が成立要件（試合数の4分の3）を満たすことなく中止となったため、リーグ内の昇降格および東北2部から県リーグへの降格はなし。県リーグからの昇格については「県リーグを実施した県における成立要件をクリアしたチームの推薦を受け昇格させる」とされた[11]。なお当初は南東北3県において「参入戦」の開催が予定されていた（レギュレーションの詳細は不明）[12]がこちらも中止となった。

- 2022年は翌年の所属チーム数を各リーグ10チームずつに戻すため、以下の通りとなる[1]。
  - 1部から2部への降格は4チーム（2部から1部への昇格は例年通り）。
  - 各県リーグ1部優勝チームと、降格順位最上位チームの4チームによる2部昇格参入戦を行い、南北それぞれ2チームが来年度の2部に参入する。各県リーグ優勝チームが参入戦出場を辞退した場合、出場権は2位以下に繰り下げ。
    - 2部北は岩手県リーグ上位チームが出場を辞退し、秋田県リーグが中止となったため参入戦は行われず、7位のヌ・ペーレ平泉前沢が残留、青森県リーグ優勝の七戸SCが自動昇格。2部南は山形県リーグの上位チームが参入戦への出場を辞退したため9位のFCパラフレンチ米沢が残留、参入戦は宮城県リーグ優勝のSendai universitätと福島県リーグ優勝のシャンオーレ郡山FCの1試合のみが行われ、勝利したSendai universitätが昇格。

### 2013年から2020年まで
- 2部南北各リーグの8位・9位・10位チームは、各県リーグに自動降格。
  - 1部から2部同地域に2チームが降格した場合は、県リーグ降格枠が3から4へ増枠となり、7位も各県リーグに自動降格。
  - 逆に2部同地域に降格チームが発生しなかった場合は、県リーグ降格枠が3から2へ減枠となり、8位が繰り上げ残留。
  - JFLからの降格があった場合は2部、県リーグへの降格枠も増枠となる。
- 各県リーグ1部優勝チームは、2部の南北各リーグに自動昇格。優勝チームが昇格を辞退した場合、昇格の権利は2位以下に繰り下げ。

### 2012年
東北リーグのチーム数拡大（8チームから10チーム）に伴い、昇降格のレギュレーションを変更。
- 1部から2部への降格、2部南北各リーグから各県リーグへの降格は無し。
- 2部の南北各リーグ優勝チームは自動昇格。
- 2部の南北各リーグ2位チームによる昇格決定戦を行い、勝者（ヴァンラーレ八戸FC）は1部昇格。なお、1部優勝の福島ユナイテッドFCがJFLに昇格したため、敗れたコバルトーレ女川も1部に昇格している。
- 各県リーグ1部優勝チームは自動昇格。
- 各県リーグの2位チームによる北東北3県リーグチャレンジマッチ・南東北3県リーグチャレンジマッチを行い、1位は2部南北各リーグに昇格。

2011年は東日本大震災の影響により各カテゴリ間の昇降格は無し。

### 2004年から2010年まで
- 2部の南北各リーグ優勝チームによる昇格決定戦（1試合制）を行い、勝者は1部昇格。敗者は1部7位チームとホーム&アウェイ方式の入替戦を行う。2試合の合計スコアで引き分けの場合、1部7位チームが残留。
- 2部南北各リーグの8位は自動降格。7位は後述のチャレンジマッチ2位チームと入替戦（1試合制）を行う。
  - なお、1部からの降格チーム数により入替戦および自動昇格の対象順位は変動する。ただし、6位以上の残留は変動なし。

- 東北リーグ昇格チームを決める大会として、北東北（青森・岩手・秋田）各県リーグ1部優勝チームによる北東北3県リーグチャレンジマッチ、および南東北（宮城・山形・福島）各県リーグ1部優勝チームによる南東北3県リーグチャレンジマッチを開催。各チームのホームで1試合ずつ、1回戦総当たりで行われる。1位は2部南北各リーグに昇格、2位は2部7位と入替戦（1試合制）を行う。
  - なお、東北1部から2部への降格チーム数により同大会2位に入替戦の権利が与えられない場合もある。
  - 2005年は東北リーグ2部のチーム数拡大（6チームから8チーム）に伴い、2部北では6位の山王クラブと北東北3県リーグチャレンジマッチ3位のTDK親和会による入替戦を開催。2部南から各県リーグへの降格は無し、各県リーグ1部優勝チームが2部南に自動昇格。
  - 2004年は、2部北では6位の陸上自衛隊八戸と北東北3県リーグチャレンジマッチ1位の水沢クラブによる入替戦を開催。南東北3県リーグチャレンジマッチは七ヶ浜SCとFCペラーダ福島の1試合のみが開催され、勝利した七ヶ浜SCが2部南5位の呉羽化学と、山形県リーグ優勝の櫛引クラブが2部南6位の山形FCとそれぞれ入替戦を行った。

### 1997年から2003年まで
- 2003年まで2部リーグの所属チーム数は各県2チームずつに固定されており、各県の中で下位となったチームが同県リーグの優勝チームと入替戦を行っていた。2003年はチャレンジマッチを開催せず、2部の下位3チームと各県優勝チームの間で入替戦を行った。

## 過去の主な参加クラブ
青森県
- アステール青森FC（1997-2006年）
- ヴァンラーレ八戸（2006-13年）
- ラインメール青森FC（2003年、2009-15年）
- おいらせFC（2014年、2017-18年）
- ラスィーボ青森（2021-23年）

秋田県
- TDKサッカー部（現：ブラウブリッツ秋田）（1982-84年、1987-2006年）
- 秋田大学医学部サッカー部（2013-19年）
- 北都銀行サッカー部（2000-07年、2015年、2017-23年）

岩手県
- グルージャ・イストリア（2009年）
- FC紫波（2008-10年）
- グルージャ盛岡（旧：ヴィラノーバ盛岡、現：いわてグルージャ盛岡）（2003-13年）
- FC Fuji08（2013-15年）
- 花巻クラブ（2013年、2015-16年）
- 岩手クラブ（2014年、2019年）
- 遠野クラブ（2000-13年、2017-18年、2021-22年、2024年）
- 盛岡ゼブラ（1977-2024年）
- 葛巻クラブ（2022-2024年）

宮城県
- 東北電力サッカー部（現：ベガルタ仙台）（1991-94年）
- ソニー仙台FC（1995-97年）
- NEC TOKIN FC（旧：トーキン・NECトーキン）（1994-2011年）
- 塩釜NTFCヴィーゼ（旧：佐川急便東北・ヴィーゼ塩釜・塩釜FCヴィーゼ、現：塩釜FCヴィーゼ）（2003-14年）
- マリソル松島（旧：松島サッカークラブ）（1979-2016年）
- DUOPARK.FC（2015-16年）
- 仙台中田サッカークラブ（1989-95年、1997年、2001-18年、2022年）
- 中新田SC（2007-09年、2013年、2016-18年、2024年）

山形県
- NEC山形サッカー部（現：モンテディオ山形）（1990-93年）
- 戸沢FC（2014年、2016年）
- 三川SC（2017年、2019-22年）
- 長井クラブ（2021-23年）

福島県
- 福島FC（1992-94年）
- ビアンコーネ福島（旧：ノーザンピークス郡山）（2003-10年）
- 福島ユナイテッドFC（旧：FCペラーダ福島）（2006-12年）
- クレハサッカー部（旧：呉羽化学サッカー部）（1977-89年、2004-08年、2014年、2016-17年）
- FCシャイネン福島（旧：FCレグノウァ）（2010-17年）
- 会津オリンパスサッカー部（2017-18年）
- いわきFC（2018-19年）
- バンディッツいわき（2008-20年）
- 相馬サッカークラブ（2007-10年、2013-18年、2020-22年）